# 十月：震撼世界的十天

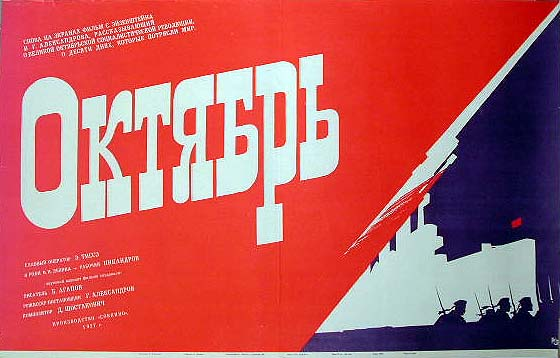
十月：震撼世界的十天海报

十月：震撼世界的十天（俄语：Октябрь (Десять дней, которые потрясли мир）是苏联1928年的一部历史题材的无声电影，导演为谢尔盖·米哈依洛维奇·爱森斯坦和格里戈里·瓦西里耶维奇·亚历山德罗夫，电影讲述了1917年俄国十月革命。

## 演员
- 尼古拉·波德沃伊斯基，出演自己
- 弗拉基米尔·亚历山德罗维奇·安东诺夫-奥夫谢延科，出演自己
- 鲍里斯·利瓦诺夫